# دیل آلفورد
توماس دیل آلفورد سنیور (.Thomas Dale Alford, Sr) (زادهٔ ۲۸ ژانویه ۱۹۱۶ – درگذشتهٔ ۲۵ ژانویه ۲۰۰۰)،‏ چشم‌پزشک و سیاستمدار آمریکایی از ایالت آرکانزاس بود که بین سال‌های ۱۹۵۹ تا ۱۹۶۳ در مجلس نمایندگان ایالات متحده یک عضو دموکرات محافظه کار در مجلس نمایندگان ایالات متحده از لیتل راک بود.

## اوایل زندگی و تحصیلات
آلفورد در جامعهٔ کوچک نیوهوپ در نزدیکی مورفریزبورو در پایک کانتی واقع در جنوب غربی آرکانزاس به دنیا آمد. پدر ش توماس اچ آلفورد و مادرش ایدا ووماک سابق بود. وی در مدرسهٔ عمومی در رکتور، شهرستان کلی واقع در شمال شرقی آرکانزاس تحصیل کرد. او یک سال زودتر از موعد در سال ۱۹۳۲ از دبیرستان فارغ‌التحصیل شد.
آلفورد در ابتدا به دانشگاه ایالتی آرکانزاس در جونزبرو واقع در شرق آرکانزاس رفت و سپس تحصیلات خود را در دانشگاه آرکانزاس مرکزی در کانوی ادامه داد و در نهایت مدرک پزشکی خود را در سال ۱۹۳۹ از دانشگاه علوم پزشکی آرکانزاس در لیتل راک دریافت کرد.

## خدمت سربازی و حرفهٔ طبابت
آلفورد در طول جنگ جهانی دوم و بین سال‌های ۱۹۴۰ تا ۱۹۴۶ با درجهٔ ستوان در رستهٔ پزشکی ارتش ایالات متحده خدمت کرد. وی به عنوان جراح تمام وقت در جبههٔ اروپایی جنگ جهانی دوم فعال بود. پس از آن، بین سال‌های ۱۹۴۷ تا ۱۹۴۸، در کالج پزشکی دانشگاه اموری در آتلانتا، جورجیا که وابسته به متدیسم بود تحت عنوان استادیار دانشگاه مشغول به کار بود.

## انتخابات کنگره، ۱۹۵۸ و ۱۹۶۰
آلفورد در انتخابات سراسری سال ۱۹۵۸ که پس از بحران لیتل راک رخ داد نامزد انتخاباتی شد، نامزدی که نامش در برگه اخذ رای نبوده ولی توسط رای‌دهندگان در برگه رای نوشته می‌شود. او دومین نامزد در تاریخ انتخابات مجلس ایالات متحده بود. . (پس از وی، جو اسکین جمهوری‌خواه اهل نیومکزیکو در سال ۱۹۸۰ به عنوان نامزد نوشتنی در مجلس انتخاب شد) آلفورد برای رقابت با بروکس هیس، نمایندهٔ وقت ایالات متحده که بر ادغام نژادی دبیرستان مرکزی لیتل راک صحه گذاشت، وارد کارزار انتخاباتی شد. حامیان آلفورد هزاران برچسب (استیکر) با نام وی چاپ کرده و در مراکز رأی‌گیری پخش می‌کردند. هیس در طول شمارش آرا همواره پیشتاز بود تا آنکه بیست جعبه دیگر حاوی آرایی روی آن برچسب‌های آلفورد وجود داشت، رسید. در نهایت، آلفورد با ۳۰۷۳۹ رأی (۵۱ درصد کل آرا) هیس را با ۲۹۴۸۳ رأی (۴۹ درصد آرا) شکست داد.
اسرو کاب، دادستان ایالات متحده در ناحیه شرقی آرکانزاس، بیان می‌کند که:
حامیان هیس ادعاهایی مبنی بر کلاه‌برداری و نامنظمیرا به آلفورد نسبت دادند واعتراض کردند ا از آنجاییکه انتخابات در سطح فدرال بود، من گرند ژوری را در فهرست ثبت کردم و حکمی از طرف دادگاه منطقه‌ای ایالات متحده گرفته شد تا همهٔ آرایی که توسط هیئت منصفه بررسی شده بود را توقیف کند. زمانی که گرند ژوری همهٔ آرای درون صندوق‌ها را کاملاً بررسی کرد، مشخص شد که شمارش آرا به طرز عجیبی برای هر دو نامزد (آلفورد و هیس) دقیق و درست انجام شده و در نتیجه گرند ژوری از ادعاهای مطرح شده و فقدان مدارک برای اثبات آنها بسیار خشمگین شد تا جایی در صدد متهم کردم کسانی شد که این اتهامات را مطرح کرده بودند. من از شکست هیس شگفت زده شدم زیرا متوجه حجم و تعهد اکثریت رأی‌دهندگان در پنجمین کنگرهٔ محلی به دسته‌های مجزا و در عین حال مساوی، به جای ادغام آنها، نشدم. آنها می‌ترسیدند که این ادغام دسته‌های آنها را نابود کند.
آلفورد در سال ۱۹۶۰ برای دومین مرتبه با ۵۷۶۱۷ رأی (۸۲٫۷ درصد کل آرا) در رقابت با نمایندهٔ حزب جمهوری‌خواه، ال جی چرچیل اهل دوور در پوپ کانتی واقع در شمالغربی آرکانز اس (زادهٔ ۱۹۰۲ – درگذشتهٔ ۱۹۸۷) با ۱۲۰۵۴ رأی (۱۷٫۳ درصد کل آرا) در مجلس اهل پیروز شد. چرچیل یک شخصیت مدنی و سیاسی برجسته در دوور بود. چرچیل که یک مسیحی پرسبیترینیسم و عضو لژ ماسونی اهل کامبرلند بود، در مسند شهردار دوور و عضوهیئت مدرسه شهرداری که هر دو موقعیت غیر حزبی بود، قرار گرفت. او رئیس ایالتی خدمات تثبیت و پایدار سازی کشاورزی وزارت کشاورزی ایالات متحده آمریکا بوده‌است. او همچنین فروشگاه کالای عمومی ال جی چرچیل را اداره می‌کرد و عضو هیئت مدیرهٔ بانک دوور نیز بود.

## دو مسابقه فرمانداران
ناحیهٔ آلفورد که مستقر در لیتل راک بود با دومین ناحیه کنگره ای در آرکانزاس به نمایندگی ویلبر دی میلز، رئیس کمیته امکانات مالی مجلس نمایندگان ایالات متحده آمریکا، ادغام شد پس از سرشماری ۱۹۶۰ مشخص شد که آرکانزاس در دههٔ پنجاه کمتر از میانگین ملی رشد کرده‌است. آلفورد به جای آنکه با شکست قطعی در انتخابات مقدماتی حزب دموکرات ۱۹۶۲ در مقابل میلز که در آن زمان نماد سیاست آرکانزاس بود، تصمیم گرفت وارد انتخابات مقدماتی در برابر فرماندار وقتِ اوروال فاوبوس شود. در یک کمپین فعال، فاوبوس نسبت آلفورد، سیدنی سندرز مک‌مث، فرماندار سابق، ورنون اچ. ویتن و دو نامزد دیگر آرای بیشتری کسب. کرد. او با ۲۰۸۹۹۶ رأی (۵۱٫۶ درصد کل آرا) در برابر مک مث با ۸۳۴۳۷ رأی (۲۰٫۶ درصد کل آرا)، آلفورد با ۸۲۸۱۵ رای (۲۰٫۴ درصد کل آرا) و ویتن با ۲۲۳۷۷ رأی (۵٫۵ درصد کل آرا) قرار گرفت. در نهایت فاوبوس بر ویلیس ریکتزِ داروساز اهل فیت‌ویل، نامزد حزب جمهوری‌خواه غلبه کرد.
آلفورد در سال ۱۹۶۶ مجدداً نامزد فرمانداری شده و با ۵۳۵۳۱ رأی و کسب ۱۲٫۷ درصد کل آرا، در جایگاه چهارم قرار گرفت. او رأی کمتری نسبت به رقیب قدیمی خود، بروکس هیس به دست آورد. هیس در رأی‌گیری اولیه با کسب ۶۴۸۱۴ رأی (۱۵٫۴ درصد کل آرا) نفر سوم شد. کرسی‌های دور دوم انتخابات به جیمز دی. جانسون، قاضی سابق دادگاه عالی آرکانزاس، یک جدایی طلب، و فرانک هولت رسید. جانسون، با اختلاف اندکی هولت را در دور دوم انتخابات حزب دموکرات شکست داد، ولی پس از آن در انتخابات عمومی از وینتروپ راکفلر، رقیب جمهوری‌خواه خود، شکست خورد. آلفورد در سال ۱۹۸۴ وارد انتخابات حزب دموکرات در دومین ناحیه کنگره ای در آرکانزاس مرکزی شد که در آن یک کرسی متعلق به اد بتون، نمایندهٔ حزب جمهوری-خواه، خالی شده بود. از نظر بسیاری از رأی‌دهندگان، این انتخابات بازگشت به عصر دیگر بود و آلفورد با اختلاف، رتبهٔ پنجم را کسب کرد و در نهایت تامی رابینسون، کلانتر پولاسکی کانتی برنده شد. آلفورد از تدفورد کالینز آفریقایی-آمریکایی، بانکدار لیتل راک و دیوید پرایور، دستیار سابق سناتور ایالات متحده رأی بیشتری کسب کرد.

## رهبری مدنی

### وفات آلفورد
آلفورد در ۲۵ ژانویه ۲۰۰۰ در حالی که سه روز به تولد ۸۳ سالگی‌اش مانده بود، بر اثر نارسایی قلبی در لیتل راک چشم از جهان فروبست.